# Asia Villegas
Pour les articles homonymes, voir Villegas.
Asia Villegas, de son nom complet Asia Yajaira Villegas Poljak, est une femme politique vénézuélienne, née à Caracas le 5 décembre 1959. Elle est ministre de la Femme et de l'Égalité de genre de 2019 à 2020.

## Biographie
Elle est docteure en sciences médicales de l'institut de médecine de Kiev A.A. Bogomolets.

## Carrière politique
Le 12 août 2019, elle est nommée ministre de la Femme et de l'Égalité de genre, poste qu'elle conserve jusqu'au 4 septembre 2020 lorsqu'elle est remplacée par Carolys Pérez.